# Carl Eduard Moewes
Carl Eduard Moewes (* 17. März 1799 in Berlin; † 16. November 1851 ebenda) war ein deutscher Politiker.

## Leben
Als Sohn eines Bäckermeisters geboren, studierte Moewes nach dem Besuch des Französischen Gymnasiums Berlin Rechtswissenschaften in Berlin. Während seines Studiums wurde er 1820 Mitglied der Berliner Burschenschaft Arminia/Herminen. Wegen dieser Mitgliedschaft wurde er vom Universitätsgericht 1822 relegiert, die Strafe nach einer königlichen Begnadigungsorder jedoch wieder aufgehoben. Nach seinem Examen wurde er 1823 Auskultator beim Berliner Stadtgericht und 1825 Referendar beim Kammergericht. 1829 wurde er dort Kammergerichtsassessor. 1831 wurde er unbesoldeter Stadtrat und 1832 Stadtsyndikus. Er war Vorsitzender der Armendirektion und des Kuratoriums des Friedrich-Wilhelm-Hospitals. Er war auch im Kirchenvorstand der Friedrichswerderschen Kirche tätig. 1847 war er Mitglied im Ersten und 1848 im Zweiten Vereinigten Landtag. Im Februar 1849 wurde er einer der fünf Berliner Abgeordneten in der Ersten Kammer des Preußischen Landtags, wo er den Konservativen angehörte. 1850 war er Mitglied des Staatenhauses des Erfurter Unionsparlaments. Nachdem 1851 die alten preußischen Provinziallandtage wieder hergestellt wurden, sollte er als einer von drei vom Berliner Magistrat gewählten Vertretern dort Mitglied werden. Er weigerte sich jedoch, da er in dieser Wiederherstellung einen Verfassungsbruch sah. 1851 erlag er einem Leberleiden und wurde auf dem Friedhof der Dorotheenstädtischen Gemeinde beerdigt.

## Ehrungen
- Roter Adlerorden, 3. Klasse mit Schleife